# Steyr MPi 69
A Steyr MPi 69 é uma submetralhadora 9×19mm do final do século XX fabricada pela empresa austríaca Steyr.

## Características
A MPi 69 tem um formato muito parecido com outras submetralhadoras de ferrolho telescópico, como a MAC 10 ou a Uzi. Possui um punho de pistola vertical no qual o carregador é inserido e uma área de punho frontal horizontal mais longa; também tem uma coronha dobrável.
Apresentando um projeto incomum entre as submetralhadoras modernas, a MPi 69 é armada por uma alavanca de dupla finalidade, também usada como ponto de fixação frontal da bandoleira. O punho dianteiro e o punho vertical da pistola são todos uma grande moldagem de plástico, formando a parte frontal e inferior central da arma. O receptáculo propriamente dito é um tubo quadrado de metal que fica parcialmente alojado dentro do punho de plástico.

## Status de produção
Em 1990, a MPi 81 foi substituída pela TMP na linha de produtos, embora a TMP também tenha sido descontinuada pela Steyr, que vendeu o projeto para a Brügger & Thomet; foi posteriormente melhorada como Brügger & Thomet MP9.

## Variantes

### MPi 81
- A MPi 81 é uma versão mais moderna e aprimorada da MPi 69 lançada em 1981. Ela tem uma alavanca de manejo convencional no lado esquerdo do receptáculo e outras pequenas melhorias, incluindo uma cadência de tiro aumentada de 700 tiros por minuto.

## Operadores

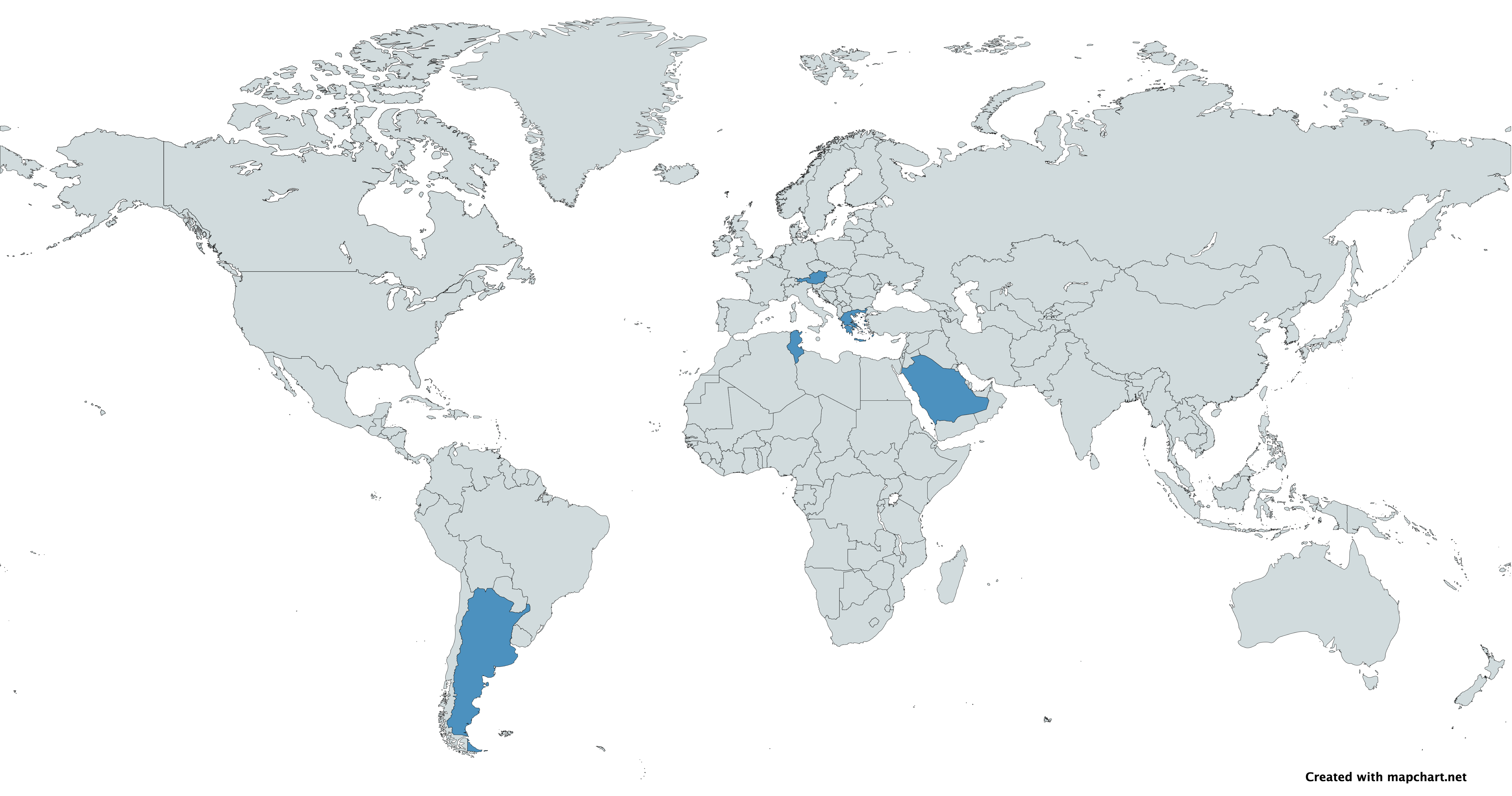
Mapa com operadores da Steyr MPi 69 em azul

- Argentina[1]
- Áustria[1]
- Grécia[1]
- Arábia Saudita[1]
- Tunísia[1]